# 徐济超
徐济超（1958年2月—），男，河南项城人，中华人民共和国政治人物，无党派人士。西北工业大学毕业，研究生学历，国家杰出青年科学基金获得者，国际质量科学院院士。

## 生平
历任郑州航空工业管理学院教师、系主任、副院长，河南省科学技术协会副主席、主席等职。2006年5月出任河南省人民政府副省长。2008年起担任全国人大代表。2018年1月改任河南省人大常委会副主任。2018年2月24日，当选为第十三届全国人大代表。